# Квебекці
Квебе́кці (фр. les Québécois, вимовляється як «кебекуа́») — жителі провінції Квебек (Канада).
Слово «квебекці» вживається у двох значеннях:
1) Етнічні (корінні) квебекці (фр. les Québécois de souche) — панівна національність (етнічна спільнота) у провінції Квебек. Квебекці визнані окремою нацією як парламентом Квебеку, так і федеральним парламентом Канади. Представники франкоканадського етносу, що сформувався з нащадків французьких колоністів епохи Нової Франції (XVII – XVIII ст.). Формуванню нового етносу сприяла майже повна ізоляція від Франції після завоювання Канади Великою Британією (1759 – 1763 р.р.). За менталітетом та культурою сучасні квебекці сильно відрізняються як від французів з Франції, так і від англомовних канадців. Квебекцям вдалося інтегрувати у свій етнос частину індіанців та ірландців, а також окремих представників інших народів.
У 2006 р. парламент і уряд Канади визнали квебекців окремою нацією. Якщо більшість англомовних канадців сприйняло таке рішення як «поступку сепаратистам», населення Квебеку відзначило, що «федерали» просто визнали статус-кво.
2) Усі громадяни провінції Квебек, незалежно від етнічного чи расового походження чи віросповідання. Після так званої Тихої революції шістдесятих років ХХ ст., корінні квебекці намагаються побудувати сучасну націю, яка б увібрала в себе всі етнічні та культурні групи провінції. В офіційній квебекській термінології «квебекці» (фр. les Québécois — «кебекуа») — не тільки канадські громадяни, а й нові іммігранти, що ще не мають громадянства. Розрізняють англо-квебекців (фр. Anglo-Québécois) — англомовне населення Квебеку, та неоквебекців (фр. Néo-Québécois) — іммігрантів першого і другого покоління.
Проте у повсякденній мові абсолютна більшість населення (включаючи українських іммігрантів) продовжує назвати словом «кебекуа» винятково корінних квебекців.